# Lambda Draconis
Lambda Draconis (Giausar, Giauzar, Gianfar, Giansar, Gaiusar, Juza, 1 Draconis) é uma estrela na direção da constelação de Draco. Possui uma ascensão reta de 11h 31m 24.29s e uma declinação de +69° 19′ 52.0″. Sua magnitude aparente é igual a 3.82. Considerando sua distância de 334 anos-luz em relação à Terra, sua magnitude absoluta é igual a −1.23. Pertence à classe espectral M0IIIvar.